# روجيريو لوبو (ملاكم)
روجيريو لوبو كان ملاكم محترف برازيلي صنّف ضمن فئة الوزن الثقيل بدأ مسيرته الاحترافية سنة 1995.

## المسيرة الاحترافية
من نزالاته:
- خسر أمام كالي ميهان بالضربة القاضية (2006/03/31).
- خسر أمام مايك مولو بالضربة القاضية (2005/11/04).
- خسر أمام تيمور إبراهيموف بالضربة القاضية (2005/06/24).
- خسر أمام مايكل مورر بالضربة القاضية (2003/08/23).
- خسر أمام أوين بيك بالضربة الفنية القاضية (2002/07/27).

## إحصائيات
خاض خلال مسيرته 57 نزالا، فاز في 40 ولم يتعادل وخسر في 17. فاز بالضربة القاضية في 34 نزالا.

## روابط خارجية
- روجيريو لوبو على موقع بوكس ريك (الإنجليزية) (registration required)